# Stenocereus queretaroensis
Stenocereus queretaroensis là một loài thực vật có hoa trong họ Cactaceae. Loài này được (F.A.C.Weber ex Mathes.) Buxb. miêu tả khoa học đầu tiên năm 1961.

## Hình ảnh

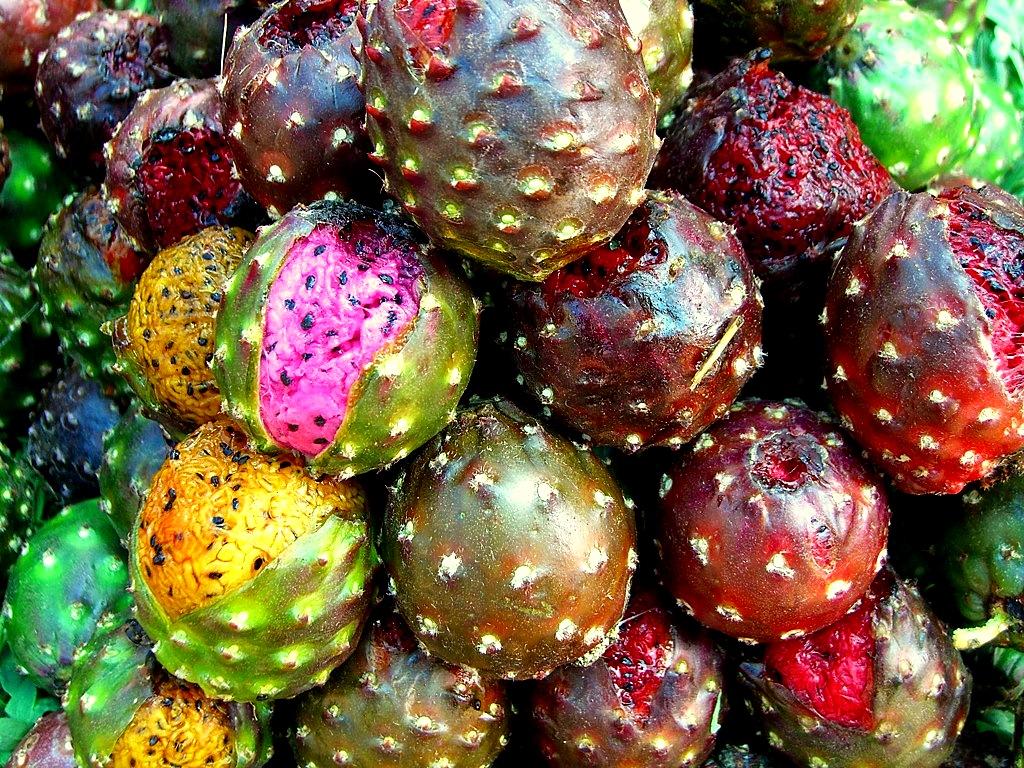